# Caldercruix

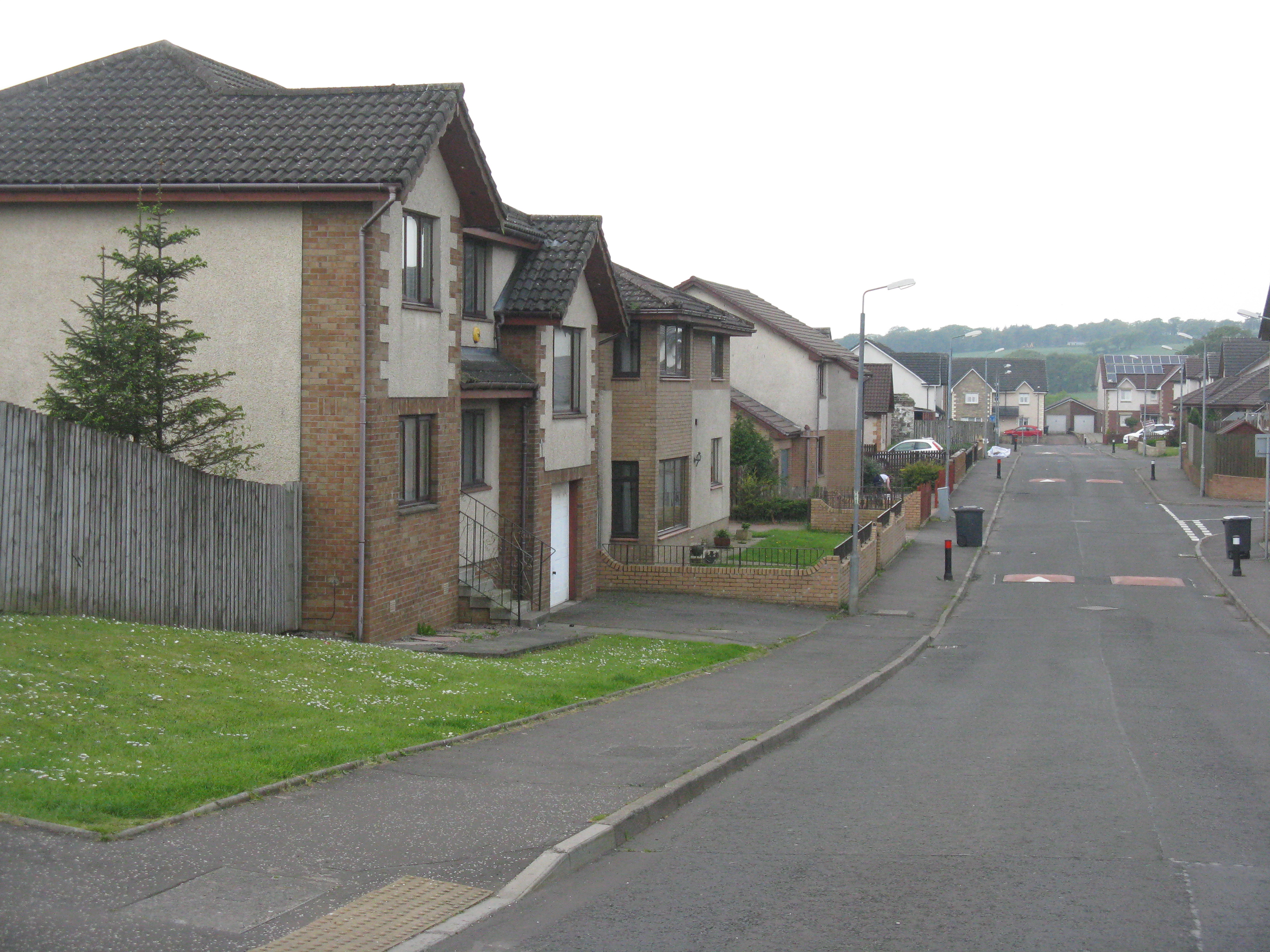
Häuser im Ort

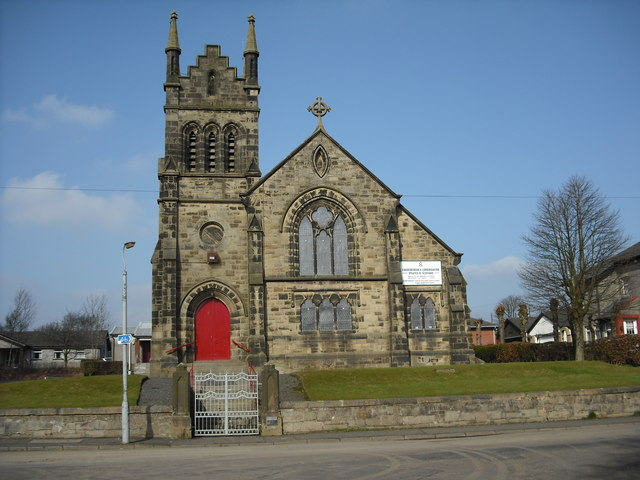
Die denkmalgeschützte Kirche

Caldercruix ist eine Gemeinde (Community Council Area), die östlich von Glasgow in der Region North Lanarkshire in Schottland liegt.

## Geographie
Caldercruix liegt in den Central Lowlands in einer flachwelligen Gegend mit den benachbarten Seen Lilly Loch im Süden und Hillend Reservoir im Osten. Ortschaften in der Nähe sind Longriggend im Norden, Forrestfield im Osten sowie Plains im Westen.

## Historisches
Die Kirche Longriggend and Meadowfield Church wurde 1973 als Listed Building der Kategorie C eingestuft.
Im Rahmen der historischen Gliederung Schottlands in Civil Parishes zählt Caldercruix zu New Monkland, das zu Lanarkshire gehörte. Seit deren Auflösung bildet es eine eigenständige Gemeinde.